# 北京市海淀区香山小学
北京市海淀区香山小学，位于北京市海淀区香山街道北正黄旗36号，是一所历史悠久的完全小学。

## 简介
该校前身是清朝乾隆十五年（1750年）创办的“西山健锐营八旗官学”。该学堂是为香山健锐营子弟教授满语、骑射等项技艺的官学。光绪二十七年（1901年）为“健锐营两翼知方学社”。光绪三十一年（1905年）改为“健锐营八旗高等小学堂”。民国元年（1912年）改为“西郊第二初高等小学校”。民国二年（1913年）改为“西郊公立第三国民高等小学校”。民国十九年（1930年）改为“北平市市立第四十六小学校”。民国二十六年（1937年）改为“北平市市立红山头北小学”。民国三十一年（1942年）改为“北平市市立红山头小学”。民国三十六年（1947年）改为“北平市第十五区第三十、三十二、三保国民学校”。
1949年，命名为“北平市第十七区中心国民小学”、“北京市第十六区第五中心国民小学”。1950年，定为“北京市第十三区第五中心小学”。1951年，改为“北京市红山头小学”（其间，1952年至1956年曾称“北京第二小学”）。1957年改为“北京市海淀区香山中心小学”。1972年，改名为“北京市海淀区香山小学”，沿用至今。
该校依山而建，坐西朝东。八旗高等小学的古建筑占地面积约8466.71平方米，自西向东共有三进院落。如今，大门、二门及主体建筑基本保存原有风格及格局，是北京现存较为完整的清代八旗小学堂。1999年1月，“香山八旗高等小学”被海淀区人民政府公布为海淀区重点文物保护单位。